# Romeo no Aoi Sora
Romeo no Aoi Sora (яп. ロミオの青い空 Ромио но аой сора) — аниме-сериал режиссёра Кодзо Кусубы из серии «Театр мировых шедевров». Хотя «Голубые небеса Ромео» является дословным переводом японского названия, официальное английское название, данное Nippon Animation — «Ромео и чёрные братья». Известно на Филиппинах как «Mga Munting Pangarap ni Romeo» (букв. «Простые мечты Ромео»).
Сериал основан на романе «Die Schwarzen Brüder» («Чёрные братья»), написанном в 1940—1941 годах иммигрировавшими из Германии мужем и женой Куртом Клебером и Лизой Тецнер, но вышедшем только под именем Тецнер (поскольку Клеберу было запрещено публиковаться в Швейцарии).

## Персонажи
- Ромео — молодой оптимистичный мальчик, который продан трубочисту и учится торговле.

Сэйю: Аи Орикаса.
- Черные братья — группа молодых трубочистов в Милане.
- Пикколо — ласка. Питомец Ромео.
- Альфредо — лучший друг Ромео. Его главная цель в жизни — защищать свою сестру Бьянку.

Сэйю: Тосико Фудзита.
- Антонио Луини, Бог Смерти - рекрутер, нанимающий детей на работу.

Сэйю: Комура Тэцуо
- Бьянка — сестра Альфредо и причина того, почему Альфредо продался Луини.

Сэйю: Акэми Окамура.
- Росси — босс Ромео, который его купил.

Сэйю: Масахиро Анадзаи.
Ангелетта — красивая девочка, которая живет с Росси. Тяжело болеет.
Сэйю: Мария Кавамура.